# James Longstreet
James Longstreet (Edgefield District, Južna Karolina, 8. siječnja 1821. – Gainesville, Virginia, 2. siječnja 1904.), američki vojni časnik. Bio je jedan od najvažnijih generala Konfederacije tijekom građanskog rata, da bi nakon rata nastavio s uspjehom kao visoki dužnosnik u diplomaciji i upravi svojih ranijih neprijatelja.

## Životopis

### Raniji život
Longstreet je rođen u Edgefield Districtu, Južnoj Karolini, a odrastao u Augusti, Georgiji, do 12-e godine kada mu je otac umro, kada se obitelj preselila u Somerville, Alabama. Diplomirao je na West Pointu 1842., kao 54. u klasi od 62, te služio tijekom rata u Meksiku i uzdigao se do čina bojnika. Napustio je Vojsku Sjedinjenih Država lipnja 1861. kako bi se pridružio Jugu.

### Građanski rat

#### 1861. i 1862.
Longstreet je bio visoko cijenjen kao časnik te si je odmah osigurao postavljenje za brigadnog generala u Južnjačkoj vojsci. Odlično se borio u prvoj bitci kod Bull Runna, te je bio promaknut u general bojnika. Longstreetova karijera razvila se tijekom ljeta 1862. kada je general Robert Edward Lee preuzeo zapovjedništvo na Vojskom Sjeverne Virginije. Tijekom sedmodnevne bitke, Longstreet je imao zapovjedništvo nad skoro polovicom Leejeve vojske.
Kao general, Longstreet je iskazao talenat u obrambenoj borbi, volio je postaviti svoje trupe u jaku obrambenu poziciju te pričekati napad neprijatelja. Nakon što bi se neprijatelj "potrošio" on bi napao. Pod njegovim zapovjedništvom trupe nisu izgubile niti jedan obrambeni položaj, tijekom cijelog rata. Lee ga je zvao "Old War Horse" (Stari ratni konj). (Longstreeta su prijatelji zvali Pete) Njegov učinak u napadačkoj taktici je neodlučan, a veoma često se sukobljavao s Leejom i njegovom agresivnom taktikom, pri odabiru taktike za bitku.
Ironično, jedan od njegovih najvećih uspjeha bio je tijekom kolovoza 1862., kada je zapovijedao desnim krilom (kasnije poznatim kao Prvi Korpus) u drugoj bitci kod Bull Runa. Na lijevom krilu tada je bio, gen. boj. Thomas J. "Kameni zid" Jackson, u zamijenjenoj ulozi s Jacksonom koji je bio u obrambenoj poziciji na ljevici Konfederacije, a Longstreet u napadu s boka na nešto veću unionističku vojsku Virginije. Sljedećeg mjeseca u bitki kod Antietama, Longstreet je zadržao napredovanje protiv dva puta brojnije vojske Sjevernjaka. 9. listopada, nekoliko tjedana nakon bitke kod Antietama, Longstreet je ponovno promaknut u stožernog generala.
Svoju reputaciju je poboljšao još i u prosincu 1862. kada je njegov Prvi Korpus bio u defenzivi u bitki kod Fredericksburga. Longstreet je svoju postrojbu postavio iza kamenog zida na Marye's Heights i izdržao četrnaest napada vojske Sjevera. Oko 10.000 Sjevernjaka je poginulo dok su gubitci Longstreeta bili oko 500.

#### 1863.
Tijekom zime i ranog proljeća 1863, Longstreet je okružio snage Sjevernjaka u Suffolku, Virginia, u sporednoj operaciji, ali iznimno važnoj za Leejevu vojsku, koja se nalazila u ratom opustošenoj središnjoj Virginiji. Opsjedanjem Suffolka, Longstreet je omogućio skupljanje zaliha za vojsku Konfederacije na teritoriju koju su kontrolirali Sjevernjaci. Ipak, ovo je opsjedanje prouzročilo izostanak 15.000 ljudi Prvog Korpusa u bitki kod Chancellorsvillea tijekom svibnja.
Longstreet se ponovno pridružio Leejevoj vojsci nakon bitke kod Chancellorsvillea te uzeo učešće u operacijama kod Gettysburga, gdje je ponovno došlo do neslaganja između njega i Leeja po taktičkim pitanjima. Ove operacije temeljito su izmijenile način kako je Lee upotrebljavao Longstreeta. Ranije ga je Lee uobičajeno koristio u obrambenim zadaćama, što je i ovaj preferirao, a Jacksona i Drugi Korpus u napadačkim. Kako je Jackson smrtno ranjen kod Chancellorsvillea, Lee je htio da Longstreet preuzme Jacksonovu ulogu.
Tijekom bitke kod Gettysburga, Longstreet se, nakon prvoga dana bitke, htio povući, zaobići linije Sjevernjaka te se postaviti na njihove linije komunikacija i time ih provocirati na napad. Podsjećao je Leeja na ranije njegovo stanovište da "strateška ofenziva, taktička defenziva" treba biti ideja u ovoj bitki. Međutim, Lee se zadovoljio samo taktičkom ofenzivom, možda i vođen strahom kako bi provođenje Longstreetovog prijedloga rezultiralo padom morala vojnika. 2. srpnja - drugog dana bitke, Longstreetov napad na Sjevernjački lijevi bok umalo je uspio, ali po visokoj cijeni. 3. srpnja, kada je Lee naredio Longstreetu, suprotno njegovoj želji, napad na Sjevernjački centar (poznat kao "Pickettov napad"), Jug je izgubio 7.000 ljudi u tjeku samo jednog sata. Lee je krivio sebe za poraz kod Gettysburga, ali poneki, npr. general Jubal Early i zagovornici "izgubljene stvari" (osobito ljudi iz Virginije skloni nadmjenom pogledu na ljude s "dubokog Juga"), inzistirali su kako je Longstreetovo oklijevanje u provedbi Leejevog plana prouzročilo poraz.
Lee je kasnije rasporedio Longstreeta u Tennessee kao odgovor na očajničke molbe za pomoć Vojske Tennesseeja. Uslijedilo je učešće njega i 14.000 veterana njegova Prvog Korpusa u bitci kod Chickamauge na sjeveru Georgije tog rujna. Longstreet je predvodio napad koji je slomio linije Sjevernjaka te prisilio general bojnika Georgea H. Thomasa, jedinog preostalog časnika Sjevera na bojištu da se povuče i time zadobio najveću pobjedu Juga na zapadnoj bojišnici.
Longstreet se ubrzo sukobio sa zapovjednikom Vojske Tennesseeja generalom Braxtonom Braggom, kada je Bragg propustio uništiti Sjevernjačku vojsku nakon pobjede i oslobođenja Chattanooge, Tennessee. Longstreet je postao vođom grupe časnika u zavjeri radi uklanjanja Bragga. Odnosi su se toliko zaoštrili da je predsjednik Konfederacije Jefferson Davis morao osobno intervenirati. Uslijedila je bizarna scena; Bragg je posramljen pred svojim časnicima. Davis je stao na njegovu stranu (kao stari prijatelj) i nije napravio ništa kako bi razrješio sukob. Bragg ne samo da je ostao na zapovjedničkom položaju već je i poslao Longstreeta u pogubnu kampanju u istočni Tennessee, gdje je tijekom prosinca ovaj poražen u pokušaju oslobođenja Knoxvillea. Nakon što je Bragg vraćen u Georgiju, Longstreet je sa svojim ljudima vraćen Leeju.

#### 1864. i 1865.
Longstreet je spasio Jug od poraza već u prvoj sljedećoj bitci pod Leejevim zapovjedništvom, bitci kod Wildernessa u svibnju 1864., gdje je odlučno napao Sjevernjački II Korpus i skoro ga izbacio s bojišta. Međutim, bio je ranjen slučajno, od vlastitih ljudi, samo 1 milju od mjesta gdje se Jacksonu dogodilo isto prije godinu dana, te je izostao iz kampanje u proljeće 1864., kada je Leeju bio očajnički potreban. Pridružio mu se ponovno tijekom listopada 1864., sve do ožujka 1865., tijekom opsade Petersburga, u zapovjedništvu obranom ispred samog Richmonda. Skupa s Leejom se predao kod Sudnice u Appomattoxu 9. travnja 1865. god.

### Poslijeratni život
Nakon rata, Longstreet i njegova obitelj naselili su se u New Orleansu. Longstreet je ostvario uspješnu karijeru radeći za vladu SAD-a kao diplomat i civilni službenik. No, njegovo priključenje Republikanskoj stranci i suradnja sa starim prijateljem, predsjednikom Ulyssesom Grantom, kao i memoari u kojima je kritizirao ratno držanje generala Leeja, navuklo je na njega mržnju mnogih njegovih bivših konfederalnih kolega. 
Longstreet je umro u Gainesville 2. siječnja 1904., svega šest dana prije svog osamdeset i trećeg rođendana. Bio je jedan od svega nekoliko generala iz građanskog rata koji su doživjeli dvadeseto stoljeće. 